# Дуб Т. Г. Шевченка (Шевченківський національний заповідник, 0,2 га)
Дуб Т. Г. Шевченка — ботанічна пам'ятка природи місцевого значення. Об'єкт розташований на території Черкаського району Черкаської області, територія Шевченківського національного заповідника.
Площа — 0,2 га, статус отриманий у 1972 році.